# Город обмана
«Город обмана» — дебютный студийный альбом певицы Ёлки, выпущенный 3 ноября 2005 года на лейбле 100PRO, также переизданный в 2007 году лейблами 100PRO, «Мистерия звука» и Velvet Music.

## Список композиций
| №   | Название                    | Текст песни                            | Музыка                                   | Длительность |
| --- | --------------------------- | -------------------------------------- | ---------------------------------------- | ------------ |
| 1.  | «Пыль»                      | Влад Валов                             | Влад Валов                               | 1:29         |
| 2.  | «Город обмана»              | Влад Валов                             | Влад Валов, В. Гуревич                   | 3:41         |
| 3.  | «Три пути»                  | Влад Валов                             | Влад Валов, В. Гуревич                   | 3:40         |
| 4.  | «Ненастоящая любовь»        | Влад Валов                             | Влад Валов, В. Гуревич                   | 4:08         |
| 5.  | «Электропровода»            | Влад Валов                             | Альберт Краснов                          | 1:16         |
| 6.  | «I Want To Be A Movie Star» | Влад Валов, Альберт Краснов, Mr. Simon | Альберт Краснов                          | 3:36         |
| 7.  | «31 июня»                   | Леонид Дербенёв, Римма Казакова        | Альберт Краснов, Александр Зацепин       | 3:57         |
| 8.  | «Девочка в Пежо»            | Влад Валов                             | Влад Валов                               | 4:02         |
| 9.  | «Сука-любовь»               | Влад Валов, Сергей Крутиков            | Влад Валов, Сергей Крутиков, Э. Черкезов | 4:32         |
| 10. | «Две розы»                  | Альберт Краснов                        | Влад Валов, Э. Черкезов                  | 3:15         |
| 11. | «Суета»                     | Влад Валов                             | Влад Валов, Э. Черкезов                  | 4:05         |
| 12. | «Shake It»                  | Mr. Simon                              | Mr. Simon                                | 3:58         |
| 13. | «Хорошее настроение»        | Влад Валов                             | Альберт Краснов                          | 4:08         |

- Бонус-треки

| №   | Название                      | Текст песни     | Музыка                            | Длительность |
| --- | ----------------------------- | --------------- | --------------------------------- | ------------ |
| 14. | «Две розы» (acoustic version) | Альберт Краснов | Влад Валов, Э. Черкезов, Е. Шляк  | 2:34         |
| 15. | «Город обмана» (remix)        | Влад Валов      | Влад Валов, В. Гуревич, Mr. Simon | 3:41         |

- Бонус-треки (переиздание)

| №   | Название                                     | Текст песни     | Музыка          | Длительность |
| --- | -------------------------------------------- | --------------- | --------------- | ------------ |
| 16. | «Последнее послание» (feat. Al Solo)         | Альберт Краснов | Альберт Краснов | 3:32         |
| 17. | «Девочка в Пежо» (Romantic Destortion remix) | Влад Валов      | DJ Яaaman       | 3:35         |

## Рецензии
Причиной тому, без сомнений, чудный голос Елки, единственный, на всей пластинке, заслуживающий только превосходных отзывов. Рассуждая о музыке, аранжировках и текстах приходится быть сдержаннее в оценках – "неплохо", "крепко", "местами не без изящества", но только местами.
 — пишет Андрей Никитин на сайте Rap.ru
Альбом «Город обмана» не стал главным музыкальным событием года, но и не разочаровал. Здесь есть более удачные песни, есть менее удачные, но о совершенно провальных говорить не приходится.
 — пишет KMnews на сайте «Музыка KM.RU»